# خديجة الحديثي
خديجة عبد الرزاق عبد القادر الحديثي (1935 - 2018)، كاتبة محققة وأكاديمية متخصصة بعلم النحو والصرف، ولدت في ناحية السيبة بمحافظة البصرة سنة 1935، ودرست الابتدائية في السيبة ودرست المتوسطة والإعدادية دراسة خارجية، تخرجت في كلية الآداب والعلوم بجامعة بغداد قسم اللغة العربية سنة 1956م بدرجة امتياز خاصة، وحصلت على شهادة الماجستير من كلية الآداب بجامعة القاهرة سنة 1961م في علم الصرف بدرجة جيد جداً عن رسالتها (أبنية الصرف في كتاب سيبويه)، ونالت شهادة الدكتوراه من كلية الآداب بجامعة القاهرة أيضاً سنة 1964م عن رسالتها (أبو حيان النحوي). تزوجت من أستاذ البلاغة والنقد أحمد مطلوب.

## سيرتها
عملت على ملاك التعليم الثانوي خمسة أعوام بعد تخرجها من الجامعة، وبعد حصولها على شهادة الماجستير نقلت معيدة إلى قسم اللغة العربية في كلية التربية بجامعة بغداد سنة 1961م، ورقيت إلى مرتبة مدرس سنة 1963م، وإلى أستاذ مساعد سنة 1967م، وأستاذ مشارك سنة 1972م، وإلى أستاذ في جامعة الكويت سنة 1972م، وفي جامعة بغداد سنة 1974م، وعملت أستاذة منتدبة في جامعة الكويت للفترة 1971 – 1987م، وأستاذة زائرة في جامعة وهران بالجزائر سنة 1980م، وتولت وظيفة مساعد عميد كلية الشريعة بجامعة بغداد سنة 1963م، وعمادة الطالبات (الأقسام الداخلية للبنات) بجامعة بغداد 1964م.
- عضوة في عدد من الاتحادات والجمعيات، منها جمعية اتحاد الجامعيات العراقيات في عقد الستينات .
- حضرت كثيراً من المؤتمرات العلمية والأدبية داخل العراق وخارجه، ومنها المؤتمر الإسلامي الآسيوي المنعقد في جاكارتا بأندونيسيا سنة 1965م، ومؤتمر الأدباء العرب الخامس المنعقد في بغداد سنة 1965م، وساهمت في تلك المؤتمرات والندوات التي دعيت إليها ببحوث ومحاضرات، منها محاضرة بعنوان (القياس بين البصريين والكوفيين) في جامعة الكويت سنة 1985م، و(ابن جني في كتابه التمام) في ندوة كلية التربية بجامعة الموصل 1989م، و(العروبة والإسلام) في ندوة جامعة الكوفة سنة 1989م، و(التصحيح اللغوي في الصحافة العراقية) في ندوة كلية الآداب بجامعة الموصل 1991م، و(الدراسات الصرفية في همع الهوامع) في ندوة جامعة مؤتة بالأردن سنة 1993م، و(المصطلح الصرفي في كتاب سيبويه) في مؤتمر جامعة اليرموك في إربد بالأردن سنة 1994م .
- أشرفت على كثير من رسائل الماجستير والدكتوراه في جامعتي بغداد والكويت، وأسهمت في تقييم عدد كبير من البحوث والمنشورات الأدبية واللغوية والعلمية المعربة في جامعة بغداد ووزارة الأوقاف ووزارة الثقافة والإعلام وغيرها في العراق.[5]

## مؤلفاتها
- أبنية الصرف في كتاب سيبويه – بغداد 1965م .
- أبو حيان النحوي – بغداد 1966م .
- البخلاء للخطيب البغدادي (تحقيق بالاشتراك مع الدكتور أحمد مطلوب وأحمد ناجي القيسي) – بغداد 1962م .
- البرهان في وجوه البيان لأبن وهب الكاتب (تحقيق بالاشتراك مع الدكتور أحمد مطلوب) – بغداد 1967م .
- البرهان الكاشف عن إعجاز القرآن للزملكاني (تحقيق بالاشتراك مع الدكتور أحمد مطلوب) – بغداد 1974م .
- التبيان في علم البيان للزملكاني (تحقيق بالاشتراك مع الدكتور أحمد مطلوب) – بغداد 1964م .
- تحفة الأريب بما في القرآن من الغريب (تحقيق)- بغداد 1977م.
- التمام في تفسير أشعار هذيل مما أغفله أبو سعيد السكري لأبن جني (تحقيق بالاشتراك مع الدكتور أحمد مطلوب وأحمد ناجي القيسي) – بغداد 1962م .
- الجمان في تشبيهات القرآن لابن ناقيا البغدادي (تحقيق بالاشتراك مع الدكتور أحمد مطلوب) – بغداد 1968م .
- دراسات في كتاب سيبويه – بغداد 1980م .
- ديوان أبي حيان الأندلسي ( تحقيق بالاشتراك مع الدكتور أحمد مطلوب ) – بغداد 1969 م .
- سيبويه؛ حياته وكتابه – بغداد 1974م .
- الشاهد وأصول النحو في كتاب سيبويه – بغداد 1974م .
- كتاب سيبويه وشروحه – بغداد 1967م .
- لغتي للصفوف الخامسة الابتدائية (بالاشتراك) – بغداد 1959م .
- لغتي للصفوف السادسة الابتدائية (بالاشتراك) – بغداد 1959م .
- المبرد؛ سيرته ومؤلفاته – بغداد 1990م .
- المدارس النحوية – ط 1 بغداد 1984م، ط 2 بغداد 1990م.
- من شعر أبي حيان الأندلسي (تحقيق بالاشتراك مع الدكتور أحمد مطلوب) – بغداد 1966م.
- موقف النحاة من الاحتجاج بالحديث النبوي الشريف – بغداد 1982م .

ونشرت مجموعة من البحوث والدراسات، منها :
- بغداد والدرس النحوي – 1985م .
- التصغير في كتاب سيبويه ولسان العرب – 1990م .
- العلة النحوية ومدى ظهورها في كتاب سيبويه – مجلة كلية الآداب والتربية بجامعة الكويت ع 3-4 /1973م، ص25-55.
- اللغة والنحو – ضمن موسوعة حضارة العراق المطبوعة ببغداد سنة 1985م.
- منهج أبي حيان الأندلسي في تفسير القرآن – مجلة الرسالة الإسلامية ع19-20/ 1389هـ، ص20-30.
- موقف سيبويه من الضرورة – ضمن كتاب (دراسات في الأدب واللغة) الذي أصدره قسم اللغة العربية بجامعة الكويت سنة 1977م .
- موقف سيبويه من القراءات والحديث – مجلة كلية الآداب بجامعة بغداد مج 14 ع1/ 1970 ، ص185-238.

## جوائز
- حصلت على الجائزة التشجيعية من هيئة تكريم العلماء في العراق سنة 1989م.

## الوفاة
توفيت يوم الأربعاء 9 أيار/مايو 2018، عن عمرٍ ناهز 82 سنة.